# Gugliemo Agnelli

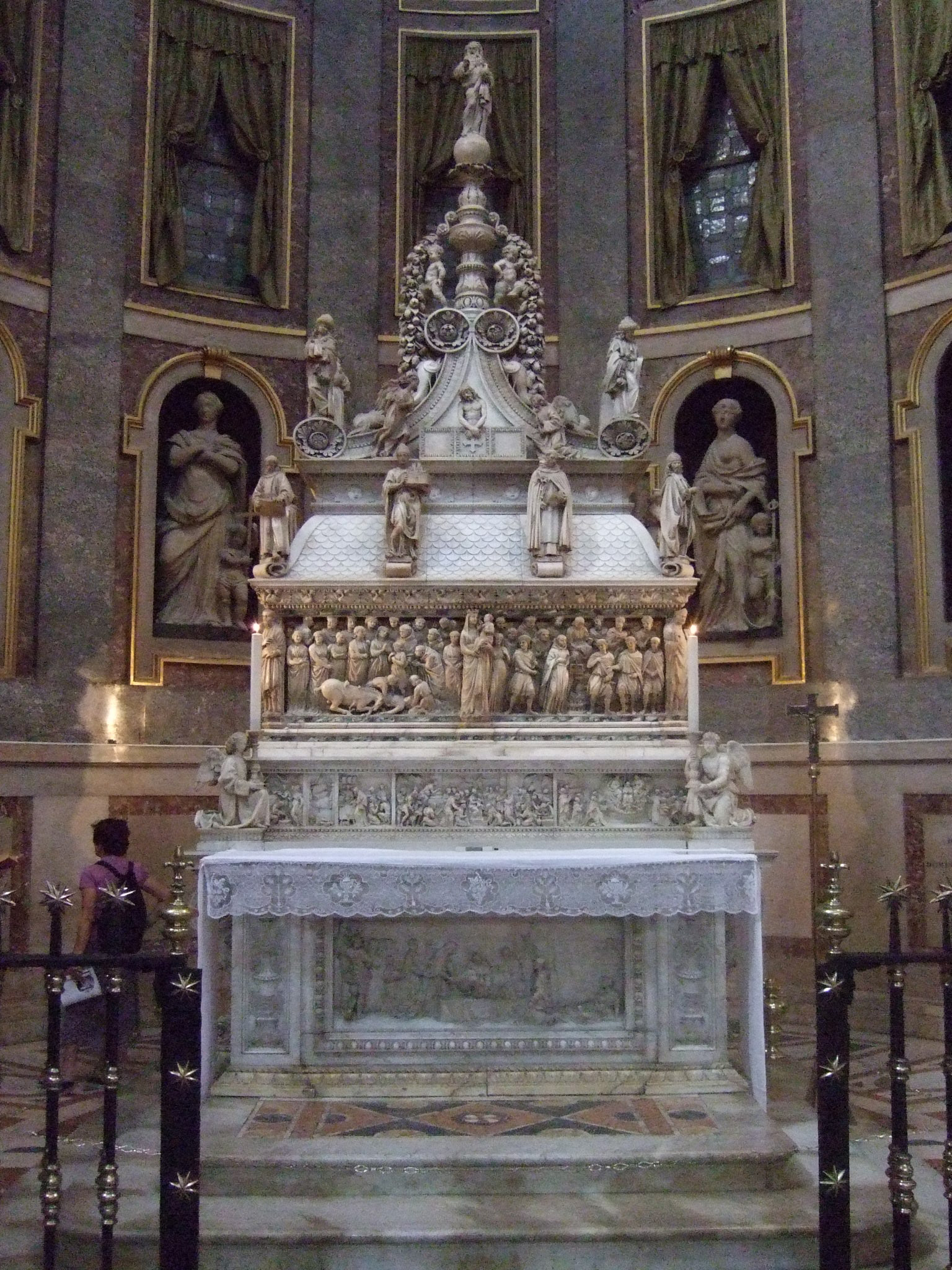
Relikwiarz św. Dominika

Guglielmo Agnelli (ur. ok. 1238 w Pizie, zm. 1313 tamże) – włoski rzeźbiarz i architekt, pochodzący z Pizy.

## Życiorys
Agnelli był uczniem Nicola Pisano. W 1257 roku wstąpił do zakonu dominikanów. Za jego najważniejszą pracę uważa się derię marmurowych reliefów, stworzonych razem z Pisano dla grobowca św. Dominika w bolońskim kościele nazwanym imieniem tego świętego.